# O'Brien's Busy Day
O'Brien's Busy Day est un film muet américain réalisé par Otis Turner et sorti en 1912.

## Fiche technique
- Titre : O'Brien's Busy Day
- Réalisation : Otis Turner
- Producteur : Carl Laemmle
- Pays de production :  États-Unis
- Format : Noir et blanc — 35 mm — 1,33:1
- Genre : Comédie
- Dates de sortie : 
  - États-Unis : 3 février 1912

## Distribution
- William Robert Daly : O'Brien